# 警報器

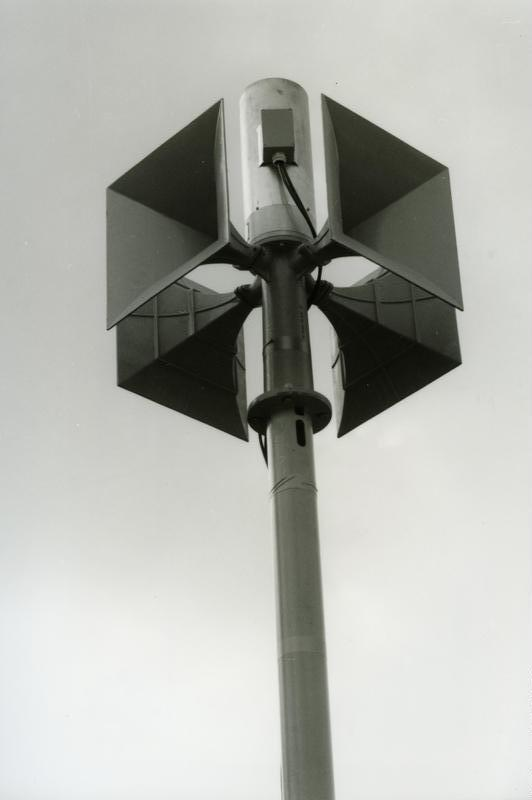
警报器

警报器又稱警笛、警鈴，是一种可以发出巨大噪音的装置。警報器一般安裝在建築內外某個固定的地方。當遇到自然灾害、火災、恐怖襲擊、外敵入侵時警報器就會發出聲音。包括救護車、警察車輛和消防車在內的紧急服务车辆上也會安裝警報器。

## 历史
警報器據說是由約翰·羅比遜所发明。